# Charles Augustin Sainte-Beuve
Charles Augustin Sainte-Beuve (født 23. december 1804 i Boulogne, død 13. oktober 1869 i Paris) var en fransk forfatter, litteraturhistoriker og litteraturkritiker. 

## Uddannelse og tidlig karriere
Efter et par religiøst bevægede ungdomsår, nogle års medicinstudium og ivrig fordybelse i den sensualistiske filosofi, ældre og nyere - hvilket alt sammen satte spor i hans udvikling og litterære produktion - begyndte han sin forfattervirksomhed 1824-27 med en række mindre artikler i de unge Talenters tidsskrift, Le Globe, den doktrinære liberalismes organ.
Snart kom han i berøring med Victor Hugo, hvis hustru han forelskede sig i, blev deltager i digterkredsen "le Cénacle" og optrådte i de følgende år selv som digter med en samling Poésies de Joseph Delorme (1829. En ung brystsyg digter angaves som  forfatter). Men mere opsigt gjorde det litteraturhistoriske prisskrift Tableau de la poésie française au 16. siècle (1828), hvor Pierre de Ronsard og hans skole atter vaktes til live. 
En ny digtsamling, Les Consolations (1830), betegner en ny periode i hans åndelige vækst: han er atter under den katolske mysticismes påvirkning; dog er her kun tale om en "litterær omvendelse", hvorom også den erotisk-religiøse, personligt inspirerede roman Volupté (1834) vidner. Samtidig skrev han i tidsskrifter talrige, fortrinlige litteraturkritikker, siden samlet i bøger. 
Efter Julirevolutionen kom Sainte-Beuve, der følte sig højlig skuffet over det ny regimente, en tid i forbindelse med Saint-Simonisterne; men jo mere kritikeren kom op i ham, desto vanskeligere blev det ham at slutte sig til nogen bestemt retning, om end han endnu gennemgik en republikansk fase under Armand Carrels indflydelse og en evangelisk-demokratisk som ven af Hughes Felicité Robert de Lamennais.
Et ophold i Lausanne 1837-38 stillede ham ansigt til ansigt med protestantismen, der også gav ham impulser. Arbejder fra perioden indtil Februarrevolutionen er hans sidste digtsamling, Pensées d'août (1838), hvori den engelske søskoles indflydelse erkendes, og de første bind af hans store værk, Histoire du Port-Royal, et i mange henseender ypperligt arbejde, der begyndtes med udpræget sympati for Jansenismen (1840—60, i alt 5 bind; 3 udgaver i hans levetid). 
Som kritiker virkede han dengang ved bladet Revue des deux Mondes, og dette tidsskrift skilte han sig aldrig fra; det er hvad han har meddelt dér, som mest udgør indholdet af den række bind, der kaldes Portraits littéraires, Portraits centemporains og Portraits de femmes (de er komne i flere, indbyrdes ret forskellige udgaver). 1844 kom han ind i Akademiet.

## Efter 1848
Revolutionen 1848 jog ham den dog ikke synderlig orleanssindede til Belgien; men næste år, da der syntes at være kommet ro, var han igen i Paris, og fra nu af begynder hans berømteste litterært-journalistiske arbejde, Mandagsfeuilletonerne eller -kronikerne (les Lundis blev formelig et typisk udtryk), først i Le Constitutionnel, dernæst i Moniteur universel, sidst i Temps. Skønt han naturligvis ingenlunde var begejstret for statskuppet, ræsonnerede han dog, at kejserdømmet var det forhåndenværende heldigste; han fik ansættelse som professor i latinsk digtekunst ved Collège de France; men da han ville begynde sine forelæsninger (foråret 1855), blev han genstand for en så larmende moddemonstration fra studenternes side, at han måtte holde op. Han stod imidlertid under Napoleon III de mest frisindede af dynastiet (prins Napoleon og hans søster) nærmest, angreb klerikalismen i skrift og - siden han var udnævnt til senator 1865 - i tale, så at han på ny vandt popularitet hos ungdommen, og de medicinske studenter hyldede ham in corpore i den fri tankes navn. 
Af bøger fra hans sidste 20 år er at nævne: Chateaubriand et son groupe litteraire (2 bind, 1860), P. J. Proudhon (1865), Étude sur Virgile (1867); i betydning når de dog ikke den stolte Serie Causeries du lundis (i alt 28 bind, 1851—70). Efter hans død udkom hans Correspondance (3 bind, 1877—80), Lettres à la Princesse (1873) og Les cahiers de Sainte-Beuve (1876). 

## Eftermæle og karakteristik
Hans mange fjender har endnu efter hans død fremdraget visse svage sider ved hans privatliv på en nidsk og usmagelig måde; men for litteraturhistorien står han ubetinget som en af
Frankrigs største forfattere. Han er udmærket som historiker, æstetiker, litteratur- og kulturhistoriker, men især som biografisk essayist; hans digterbegavelse tjente ham her ikke
mindst. En lige så lærd som åndfuld forsker, der altid attrår at vide ("Plaisir désintéressé de la curiosité critique!" udbryder han) og næsten altid magter at forstå; en ærlig skeptiker, underbyggende sin ihærdige søgen med rig menneskekundskab, vunden — rigtignok tillige med en slump menneskeforagt og ironi - gennem hans vekslende åndelige faser; ingen systematiker, men bøjelig som kun få i sin opfattelse; en stilist, som - når den noget for pillent ciselerende sprogkunst i hans yngre år fraregnes - i sin fremstilling udfolder det franske sprogs naturlige lethed og klarhed på uforlignelig vis. 
Der gives vel anden berettiget kritik end Sainte-Beuves psykologiske; men en læsning så suggestiv og indtagende som hans essays er der knap magen til. "Unser aller Meister" kaldes han da også af Karl Hillebrand, der selv kendte faget til bunds. I Danmark er især litteraturhistorikeren Paul V. Rubow inspireret af Sainte-Beuve. 